# Michail Nikolaevič Zagoskin
Michail Nikolaevič Zagoskin (in russo Михаил Николаевич Загоскин?; 14 luglio 1789 – Mosca, 23 giugno 1852) è stato un drammaturgo e scrittore russo.

## Biografia
Proveniente da una famiglia nobile, era cugino dell'esploratore Lavrentij Alekseevič Zagoskin. Come militare partecipò alla Campagna di Russia del 1812, poi nel 1815 si stabilì a San Pietroburgo, dove si avvicinò all'ambiente letterario e teatrale frequentato da Aleksandr Aleksandrovic Šachovskoj.
Tra le principali opere teatrali si menzionano Prokaznik, Komedija protiv komedii, Gospodin Bogatonov, Večernika učënych e Dobryj maloj. Nel 1820 si trasferì a Mosca, dove assunse la direzione dei Teatri imperiali cittadini. Nel 1842 divenne direttore del Palazzo dell'Armeria del Cremlino.
In campo letterario raggiunse la fama con il romanzo Jurij Miloslavskij, ili Russkie v 1612 godu, il primo romanzo storico pubblicato in Russia sull'esempio delle opere di Walter Scott. I romanzi successivi (Roslavlev, ili Russkie v 1812 godu oppure La tomba di Askol'd) ebbero una cattiva ricezione tra la critica conservatrice. La sua ultima opera fu il ciclo di storie Moskva i moskviči.

## Traduzioni italiane
- Sera sul Chopër (in russo Вечер на Хопре?, Večer na Chopre), ABEditore, 2024